# Іветта Бланаровічова
Іветта Бланаровічова (24 вересня 1963, Бойнице, Чехословаччина) — словацька акторка.

## Біографія
Іветта Бланаровічова народилася 24 вересня 1963 року у Бойнице. Іветта вивчала гру на скрипці у консерваторії в Жиліні, а у 1985 році закінчила Празьку консерваторію (вивчала музику і драму). Бланаровічова працює в театрі (театр Broadway), а також бере участь у кінематографічних проектах.

## Вибіркова фільмографія
- Голет у долині (1995)
- Повернутися у могилу (1990)